# Tokyo Drifter
Tokyo Drifter è un film del 1966 diretto da Seijun Suzuki. È conosciuto anche con il titolo Deriva a Tokyo - Il vagabondo di Tokyo.

## Trama
Tokyo: Tetsuya Hondo è il braccio destro di Kurata, boss di un ex clan yakuza adesso completamente legalizzato. Fedele fino alla morte al suo capo, Tetsuya rifiuta la proposta di aggregarsi al clan rivale di Otsuka, deciso ad impadronirsi dell'attività di Kurata a qualunque costo; a fronte di questo rifiuto, Otsuka assolda alcuni tra i più professionali killer del Giappone per eliminarlo. Tetsuya, dietro consiglio del suo capo, lascia Tokyo e fugge nel nord del paese, ma i killer di Otsuka gli stanno dietro per ucciderlo; a peggiorare la situazione, a loro si uniscono altri sicari, ingaggiati dallo stesso Kurata, convinto dallo stesso Otsuka ad eliminare il suo fedele braccio destro.

## Produzione
I capi della Nikkatsu, irritati dallo stile sempre più sperimentale ed ellittico degli ultimi film di Suzuki, ridussero notevolmente il budget del film, sperando così facendo che il regista tornasse a girare pellicole tradizionali. Nonostante la scarsità dei mezzi e gli avvertimenti dei suoi capi, Suzuki, grazie anche al lavoro dello scenografo Takeo Kumura, realizzò un film che si distaccava notevolmente dagli Yakuza film prodotti dalla Nikkatsu e girati da lui in precedenza, dotato di uno stile con evidenti richiami al surrealismo, all'avanguardia e all'assurdismo.